# 미국 시
다음은 미국시(美國詩)에 관한 설명이다.
20세기의 초두까지도 고상하고 피상적인 경향만을 가지고 있던 미국시에 돌연스럽게 꽃이 피기 시작한 것은, 1912년 H. 먼로가 시지(詩誌) <포이트리>를 시카고에서 창간하여, 그때까지 알려지지 않은 시인이나 유파(流派)를 소개한 것이 실마리가 되었다. 새로운 시가 사람들의 마음에 호소한 하나의 이유는 그것이 전통적인, 소위 ‘시적 용어’에서 스스로를 해방하여 강력한 생명이 넘치는 민중의 언어를 사용한 때문이기도 하다.
이 시기에 등장한 주목되는 시인은 오랫동안 신문학운동의 선두에 서게 된 파운드, 음유시인적(吟遊詩人的) 인지, 심리적 통찰로 실패자를 그린 로빈슨, 자연주의적 수법을 가진 마스터스 등이다. 이 밖에 특히 눈에 띄는 사람으로서 뉴잉글랜드의 자연을 노래한 프로스트, 시카고의 소음을 시로 표현한 샌드버그 등이 있다. 파운드는 시에 있어서의 이미지를 중시하는 ‘이미지즘 운동’을 일으켜 A. 로웰, 둘리틀, 플레처나 영국 시인 D. H. 로렌스 외에 여러 사람을 한 무리로 하여 시단에 파문을 일으켰다.
1920년대가 되면 세련의 극에 도달한 고도(高度)의 시를 쓰는 스티븐스를 비롯하여 생생한 미국어를 구사하는 W. C. 윌리엄스, 문학적 실험을 시도한 커밍스, 어두운 인생관을 강력히 표현한 제퍼스, 서정시인으로서 S. 티스데일이나 E. V. 밀러 등이 나타났고, 1930년대에는 요절(夭折)한 천재 시인 H. 크레인, 사회의식이 강한 머클리스, 대중에게 친숙한 S. V. 베네 등이 나와 미국시를 살찌게 했다. 1940년대에는 제2차 세계대전 중의 공백 기간을 거쳐 장로 시인(長老詩人)들의 활약상이 다시 빛을 내게 되었으며, 영국으로 귀화(歸化)한 T. S. 엘리엇은 예외로 치더라도 프로스트, 무어, 윌리엄스, A. 테이트, R. P. 워렌 등은 눈부신 업적을 쌓았다. 제2차 대전 후의 미국 시단은 백화만발(百花滿發)한 양상을 보여 R. 로웰, 레스크 등 세계적 명성을 가진 시인을 비롯하여 사피로, 비숍, R. 월버, R. 에버하트에서 비트 시인 A. 긴스버그에 이르기까지 유력한 시인군(詩人群)의 배출로 미국문학의 활력을 보여주고 있다.